# Liste de points extrêmes de l'Abkhazie
 (octobre 2024).

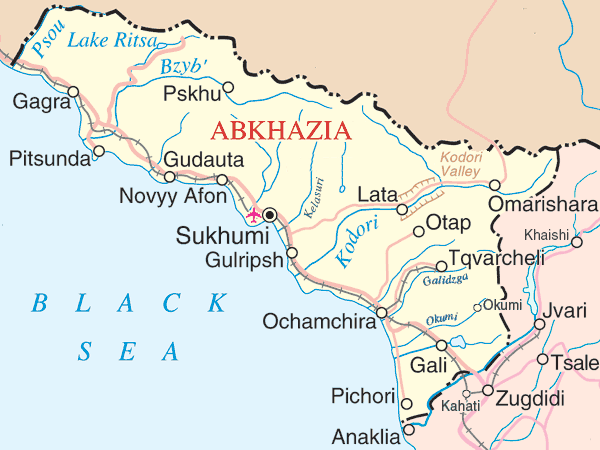
Carte de l'Abkhazie

Voici une liste de points extrêmes de l'Abkhazie.

## Latitude et longitude
- Nord : Aibgha, district de Gagra
- Sud : Pichori, district de Gali
- Ouest : Leselidze, district de Gagra
- Est : Sakeni, district de Goulrypchi